# Muzeum Unitry w Poznaniu
Muzeum Unitry – muzeum techniczne, zlokalizowane w Zespole Szkół Łączności w Poznaniu im. Mikołaja Kopernika przy ulicy Przełajowej 4. 

## Charakterystyka
Prezentuje historię polskiej elektroniki. Ekspozycję tworzy sprzęt audio firm zrzeszenia Unitry, takich jak: Diora, Fonica, Radmor, ZRK, Eltra i Tonsil. Zbiór muzealny powstał z połączenia  eksponatów szkolnego muzeum telekomunikacyjnego i prywatnych zbiorów członków poznańskiego Stowarzyszenia Muzeum Unitry. Obecnie tylko część z około 3000 eksponatów jest prezentowana w szkolnych gablotach muzeum. Jednym ze współtwórców i opiekunów muzeum jest Paweł Matuszak, prezes stowarzyszenia. Od 2014 muzeum uczestniczy w programie Nocy Muzeów. 